# Jetline
Jetline var en berg- och dalbana på nöjesfältet Gröna Lund i Stockholm. Den konstruerades av berg- och dalbanekonstruktören Anton Schwarzkopf och tillverkades av Zierer.
I  juni 2023 beslutade Gröna Lund att lägga ned Jetline på grund av en olycka. Banan hade cirka en miljon åkare per år före olyckan.

## Historia
Jetline invigdes 1988 och var en kopia av Bavarian Mountain Railroad (BMRX) invigd 1987 i Portopialand, Chūō-ku, Kobe, Japan. År 1997 modifierades Jetline av Mauer Söhne för att få ett längre och brantare första fall, vilket lade till en tunnel längst ner på den första nedförsbacken. Knightmare drog 5 g, medan Jetline hade ett maximum på 4,5 g.
BMRX flyttades 2006 från Japan till Camelot Theme Park i Storbritannien och bytte namn till Knightmare för att 2012 tas ur drift då nöjesparken lades ned. Till skillnad från Jetline var Knightmare inte moderniserad eller ombyggd. Knightmare var utrustad med både bygel och säkerhetsbälte, vilket Jetline saknade.

### Olycka och nedstängning
Den 25 juni 2023 skedde en olycka på åkattraktionen då ett tåg spårade ur efter att fästet för främre hjulanordningen lossnat från första vagnen. Totalt 14 personer var inblandade, varav nio skadades och en kvinna i 35-årsåldern avled efter att ha slungats ut ur vagnen och fallit ned mot marken. Strax före olyckan hade Jetline råkat ut för ett driftstopp och tekniker undersökte då framsidan på ett av tågen vid hjulen. Att en av vagnarna skakade och bygel som inte låstes korrekt hade tidigare uppmärksammats och påtalats för Gröna Lunds personal av vittnen. Kring säkerhetskontrollerna svarade Gröna Lunds informationschef Annika Troselius att Jetline dessförinnan besiktades senast under våren 2023 i samband med att parken öppnade för säsongen. Hon tillade att det kontinuerligt genomförs oberoende säkerhetskontroller och att Gröna Lund inte öppnar en åkattraktion som inte bedöms som säker.
Den 30 juni 2023 meddelade Gröna Lund att Jetline skulle förbli stängd resten av 2023 års säsong. Jetline förblev stängd tills Statens haverikommission slutfört sin utredning av olyckan, vilken beräknades ta mellan tio och tolv månader. Den 15 december 2023 meddelade Gröna Lund att berg- och dalbanan skulle hållas stängd även under hela 2024.
Efter att statens haverikommissions slutrapport om olyckan meddelats den 14 juni 2024 beslutade Gröna Lund att stänga Jetline för gott.

## Åkupplevelse
Turen började med en krökt lyftbacke som lyfte åkfordonet till en höjd av 32 meter. En högersväng ledde in till första backen. Fallet ledde in till en kort tunnel och en sväng tillbaka mot stationen och resten av åkturen. Åkfordonet gick in i en kort bromssektion som ledde in i den andra backen. Den maximala g-kraften på 4,5 uppnåddes vid botten av denna backe. Den andra delen av åkturen bestod av svängar och spiraler. Den sista helixen ledde in i en tunnel och till stationen. Den totala varaktigheten för berg- och dalbanan var ungefär en minut och trettio sekunder. Minimilängden för att få åka attraktionen var 140 centimeter.

## Bildgalleri

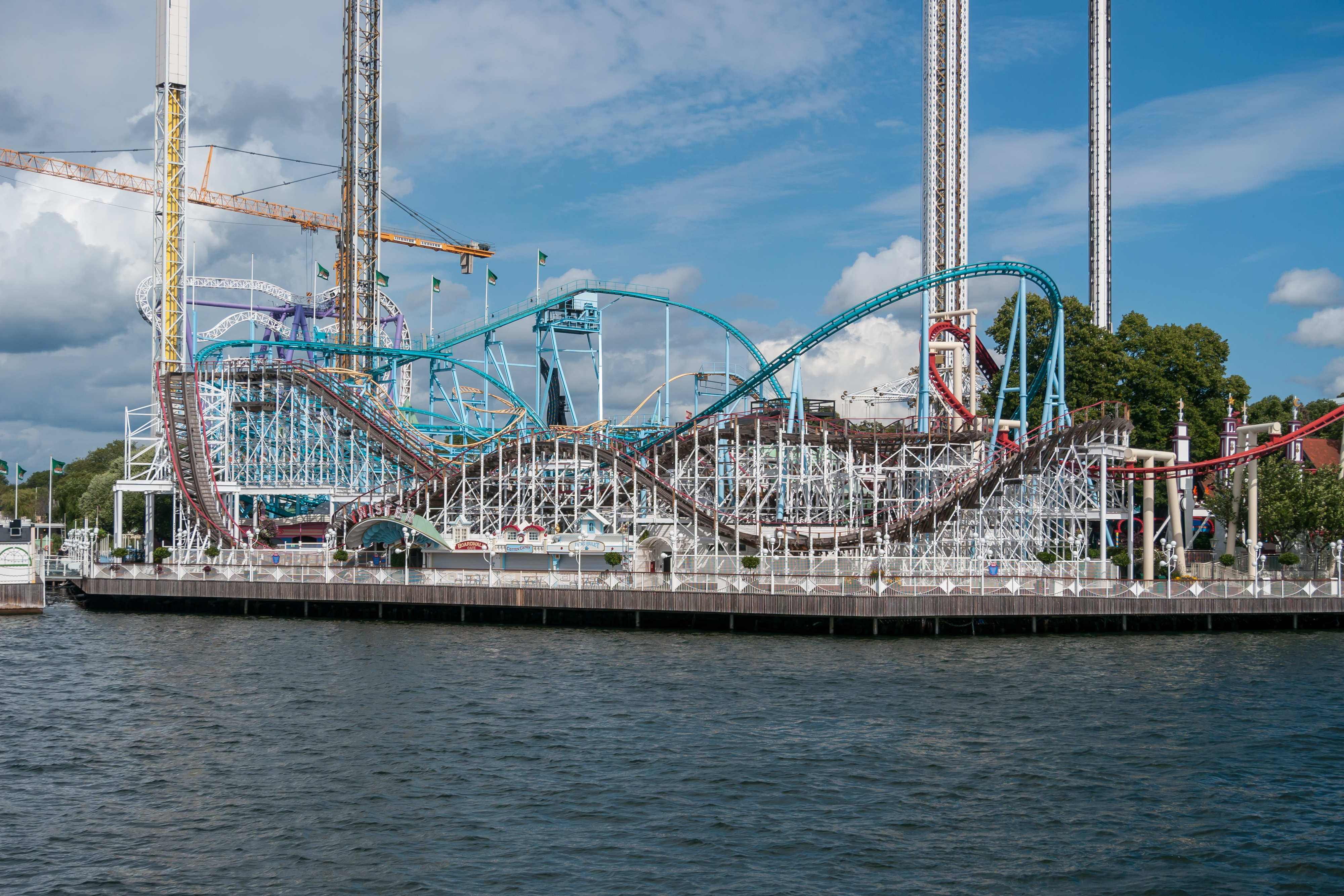
Jetline sedd från vattnet, 2019.
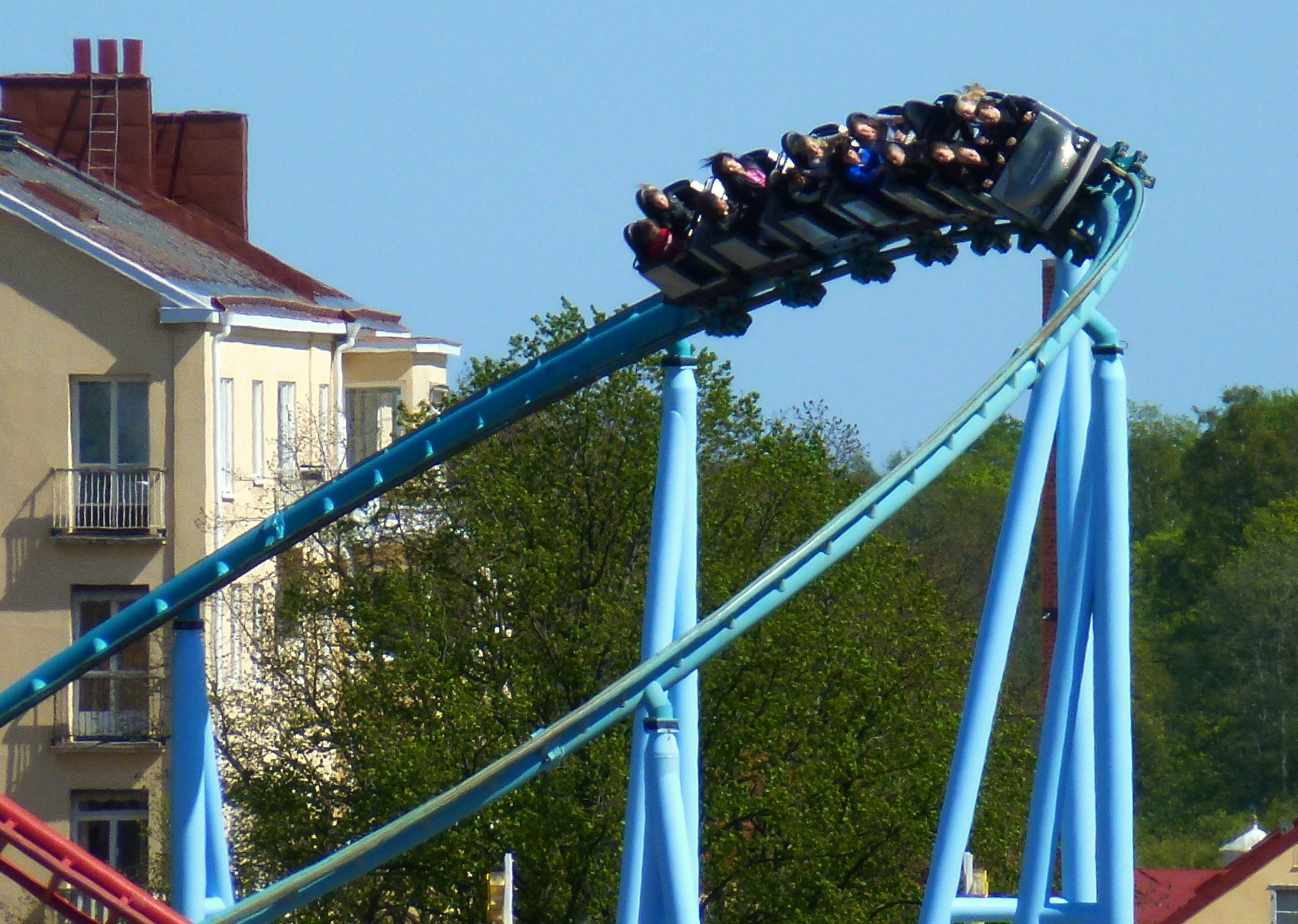
Jetline i aktiv drift, 2012.
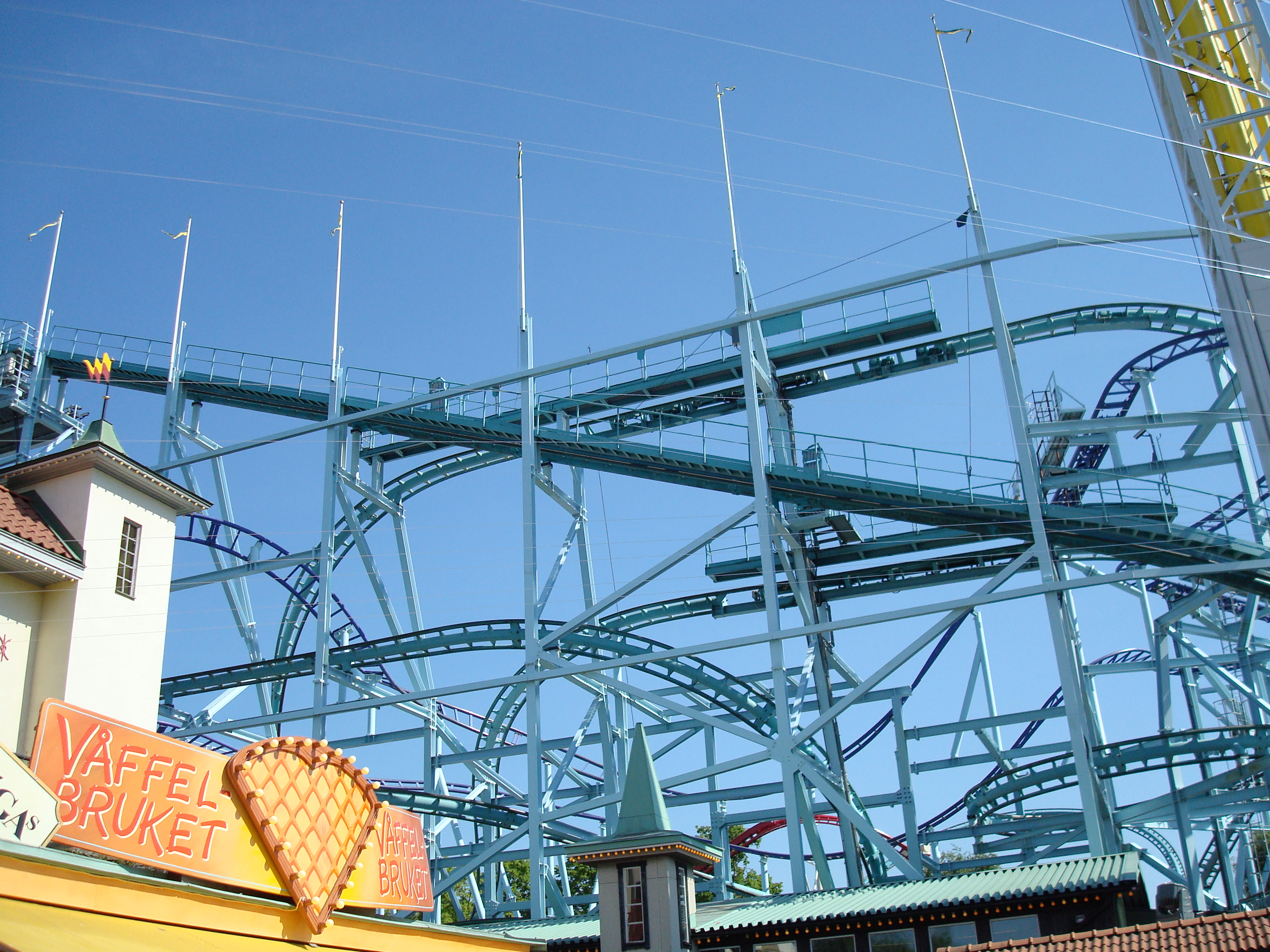
Jetline sedd inifrån Gröna lund, 2007.